# 提斯浦尔
提斯浦尔（Tezpur）是印度阿萨姆邦索尼特普县的一个城镇和行政中心。总人口58240（2001年）。

## 人口
该地2001年总人口58240人，其中男性30500人，女性27740人；0—6岁人口5173人，其中男2694人，女2479人；识字率82.58%，其中男性为85.80%，女性为79.03%。